# Xyris longifolia
Xyris longifolia är en gräsväxtart som beskrevs av Carl Friedrich Philipp von Martius. Xyris longifolia ingår i släktet Xyris och familjen Xyridaceae. Inga underarter finns listade i Catalogue of Life.